# Rock Bokenki
The Adventure of Rock (ロック冒険記, Rock Bokenki) is een shonen manga van Osamu Tezuka. Hij werd oorspronkelijk uitgegeven van juli 1952 tot en met april 1954 in Kodansha's Shonen Club tijdschrift.

## Verhaal
In het jaar 19XX wordt een nieuw hemellichaam ontdekt in de buurt van de aarde. De nieuwe planeet wordt "Planeet Deimon" genoemd naar diens ontdekker, dokter Deimon. Wanneer de snelheid van de baan van de planeet vertraagt, komt hij dicht bij de aarde. Na een zware storm wordt hij de tweede satelliet van de aarde.
Dokter Deimon's zoon Rock (een veel voorkomend personage in Tezuka's Sterrenstelsel) organiseert een expeditie naar de nieuwe planeet. Hij ontdekt dat twee verschillende rassen de planeet bewonen: de "Epumu", een ras van vogelachtige mensen die kunnen vliegen, en de "Ruboroom", een vormveranderend ras van kleien mensen die de slaven zijn van de Epumu.
Tijdens zijn eerste reis naar Deimon adopteert Rock een Epumu-kuikentje genaamd Chiko. Hij voedt het kuikentje op en leert veel bij over de Deimoncultuur en de verschillen tussen de mensheid en de Epumu. Wanneer het conflict tussen de aarde en Deimon escaleert, werpt Rock zich op als ambassadeur voor beide werelden en probeert hij vrede te bekomen.